# Riku Heini
Riku Heini (Lahti, 9 dicembre 1990) è un ex calciatore finlandese, di ruolo centrocampista.